# 高力清長
高力清長（日语：／ Kouriki Kiyonaga，1530年—1608年3月12日）是日本戰國時代的武將，出仕於德川氏，後來在江戶時代時晉身成大名，最初任職三河高力城主，後來成為武藏岩槻藩主。

## 生涯
在天文4年（1535年），松平氏當主松平清康在守山崩事件中被暗殺，其後織田信秀派兵攻進三河的時候，出身三河的清長的父親高力安長和祖父高力重長均戰死。因此，當時年僅6歲的清長就由叔父高力重正撫養。清長最初出仕於松平廣忠，及後在廣忠死後不久的天文21年（1552年）出仕於其子曾經在駿河當人質的德川家康。
永祿3年（1560年）5月，家康跟隨今川義元攻打尾張，清長則負責將軍糧運送至尾張的大高城。永祿5年（1562年），義元戰死後，清長跟隨獨立的家康前往清洲城締結清洲同盟。其後，清長在西三河平定戰和永祿6年（1563年）的三河一向一揆鎮壓戰中先後立下軍功，然而他在政治上的貢獻比軍事上更勝一籌，他在平定一向一揆後保護佛像和典籍，努力避免這些古物失傳，又將寺社改回原狀等措施款為人稱道。翌年，清長憑其功績獲任命為岡崎奉行。永祿8年（1565年），清長與本多重次、天野康景一同獲任命為三河三奉行。
永祿11年（1568年），清長在遠州平定戰中，進攻前往掛川城路上的久野城，並且派使者成功說服今川氏真的譜代重臣久野宗能改投德川氏。翌年，清長在進攻掛川城期間，雖然遇上善戰的氏真家臣朝比奈泰朝而一度陷入苦戰，但是最終成功攻下掛川城。
在元龜元年（1570年）6月爆發的姊川之戰中，清長亦有參戰，並且立下軍功，從而獲賜予遠州長上郡100貫文的領地。元龜3年（1572年）12月爆發的三方原之戰中，清長亦有參戰，然而德川軍卻大敗於武田信玄，清長本人亦受傷，同族和郎黨共數十人戰死。天正8年（1580年），清長獲家康賜予遠州馬伏塚城和鎌田鄉。
天正10年（1582年）6月，織田信長在本能寺之變中死去，在家康越過伊賀期間，清長以小荷駄奉行身份擔任殿軍之職，卻不幸被盜賊以鐵砲擊傷。同年，清長獲賜予駿河田中城，同時獲得駿河先鋒25名騎兵。
在天正12年（1584年）爆發的小牧、長久手之戰中，清長亦有參戰。戰事結束後，他作為使者與豐臣秀吉會面，並且得到其賞識，在天正14年（1586年）獲賜姓豐臣，成為從五位下河內守。同年，清長開始擔任興建聚樂第的普請奉行，並且獲秀吉賞賜由刀匠新藤五國光鑄造的脇差。
在天正18年（1590年）爆發的小田原征伐中，受秀吉之命的家康派清長和成瀨國次一同前往小田原城，與北條氏政和氏直父子交涉。小田原征伐後，清長獲得武藏岩槻2萬石領地，並且托管足立郡浦和鄉1萬石的領地。天正20年（1592年），清長在秀吉發動的萬曆朝鮮之役中於肥前名護屋城負責建造軍船。
慶長4年（1599年），由於嫡子高力正長早死，清長在翌年爆發的關原之戰結束後隱居，將家督之位讓給嫡孫高力忠房。
慶長13年（1608年），清長因中風死去。享年79，葬於埼玉縣埼玉市的淨安寺。

## 個人
在三河三奉行時期，清長由於為人寛大，獲稱為「佛高力」而為人所知。正直的清長在家康授予其岩槻2萬石的時候，將1萬石的領地交由其托管，雖然名為托管，但是實質與領地無異，因此將托管地收入歸為己有亦無不可，然而他卻每年如實將收入上繳江戶。在萬曆朝鮮之役時，他打算將用於建造軍船的費用中剩餘的20枚金交還給家康的時候，家康讚賞其正直不阿的人格，因此將20枚金賞賜給他。豐臣秀吉亦相當寵愛並且重用清長，在他於岩槻受到清長的款待後，便將詠唱庭前萩花的和歌贈予清長。